# Hans III. zu Rodenstein

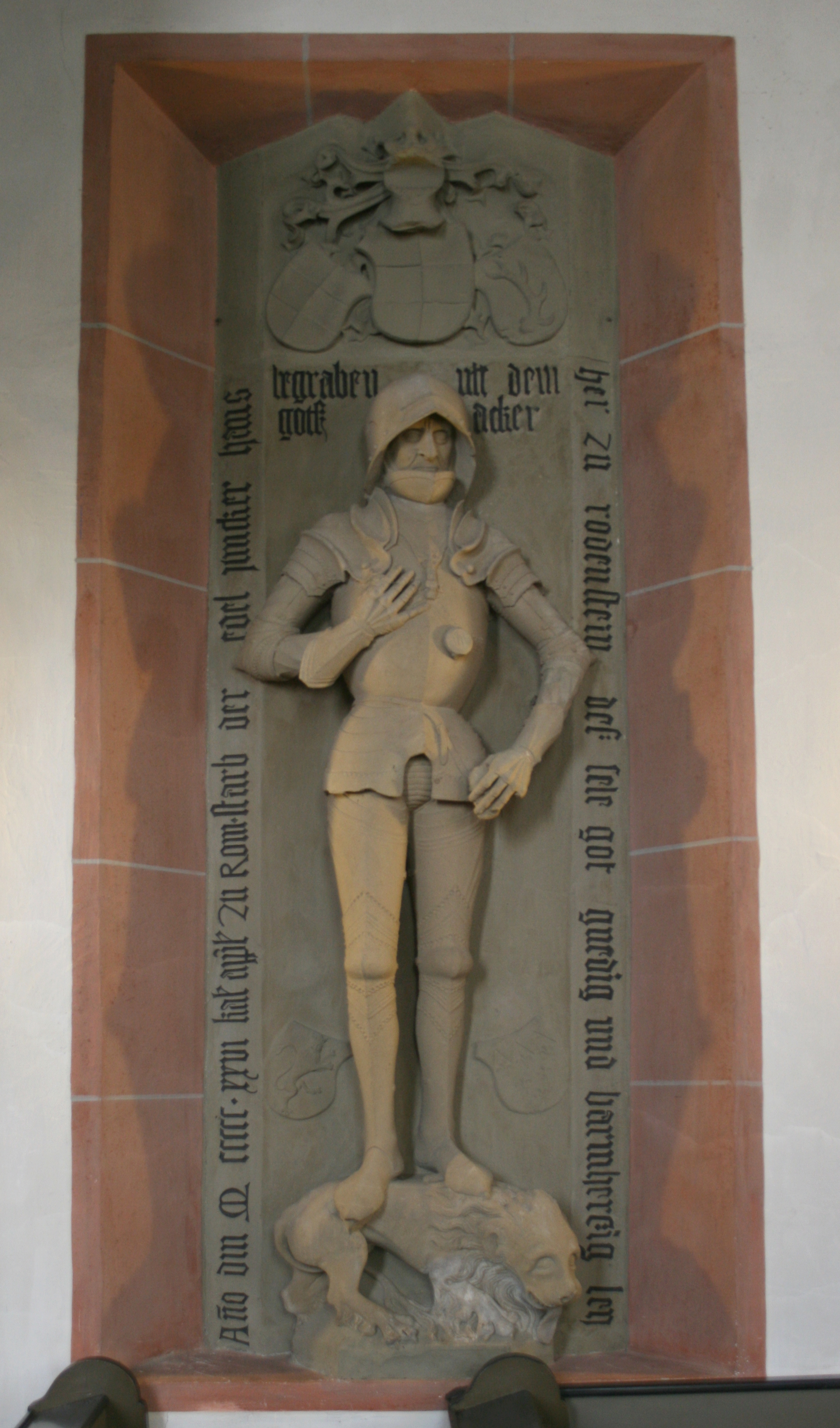
Darstellung Hans III. auf dem Epitaph in St. Laurentius zu Fränkisch-Crumbach

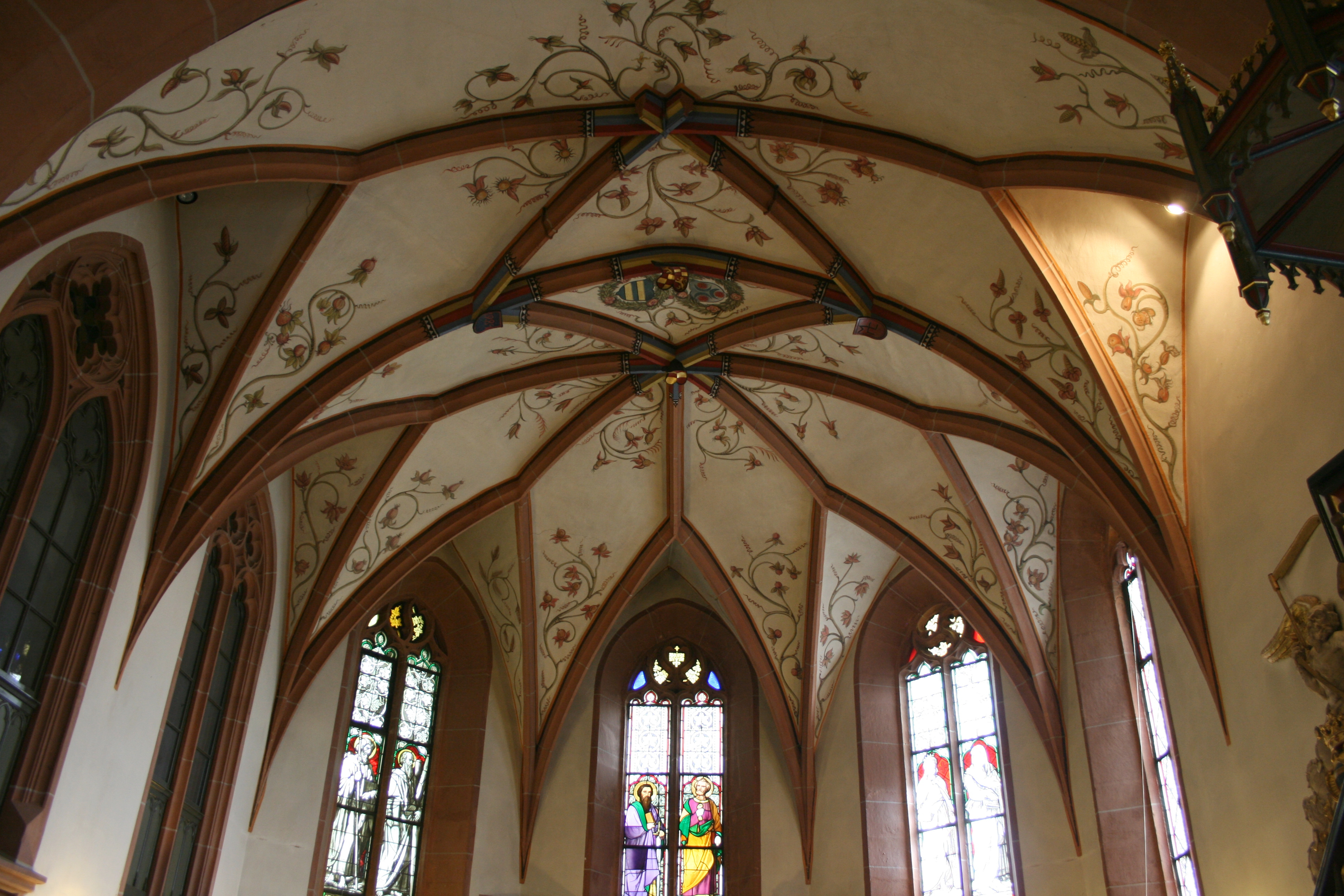
Ansicht des Sterngewölbes im Chor der Fränkisch-Crumbacher Kirche, gestiftet von Hans III. von Rodenstein.

Junker Hans III. zu Rodenstein (auch Hans d.Ä. von Rodenstein, * 6. Januar 1418; † 22. April 1500 in Rom) war im 15. Jahrhundert Herr über die Herrschaft Rodenstein im Odenwald. Sein in mehrfacher Hinsicht ungewöhnliches Leben war, neben denen anderer Rodensteiner Herren, auch Vorbild für einige der Sagen über die bzw. den Rodensteiner und letztlich damit indirekt auch für das bekannte Rodensteinerlied von Viktor von Scheffel.

## Leben
Hans III. war Sohn des Hermann von Rodenstein und dessen Gemahlin Elisabeth geb. von Hirschhorn, die ihrerseits vom Geschlecht der Dalbergs abstammte.
Über sein langes Leben an sich ist recht wenig bekannt. Er hatte neben dem Eigengut Rodenstein noch andere Lehen, so etwa in Lindenfels und in Oppenheim.
Er beteiligte sich in größerem Umfang an verschiedenen Fehden, darunter gegen den Landgrafen von Hessen – gegen den er seit 1452 einen langen Rechtsstreit führte – und beispielsweise auch an der Mainzer Stiftsfehde von 1460 sowie auch an Fehden des anderen Zweiges der Rodensteiner, der Rodenstein-Lißbergs. Aus diesem Familienzweig stammte auch seine Frau Anna von Rodenstein-Lißberg und Erbtochter dieser Linie. Er heiratete die damals 14-Jährige 1471 bereits im fortgeschrittenen Alter von 53 Jahren. Das Paar hatte mindestens drei Kinder, seinen Nachfolger Hans IV. (auch Hans der Jüngere genannt, Grabplatte im Chor der Fränkisch-Crumbacher Kirche), den weiteren Sohn Georg und eine Tochter Margarete. Beide letztgenannten Kinder wurden Geistliche.
Sehr unklar ist, ob Hans III. sich auch als Raubritter betätigte. Für seine Verwandten aus der Linie Rodenstein-Lißberg ist dies zweifelsfrei nachgewiesen; insbesondere Engelhard und Erkinger von Rodenstein-Lißberg waren berüchtigt für ihre Raubüberfälle auf Kaufleute. Ob sich Hans III. daran jemals beteiligt hat, ist in der Literatur umstritten.
In seinen späteren Lebensjahren trat er als Stifter bei Kirchenbauten hervor; der Chor der Kirche zu Fränkisch-Crumbach und der Turm der Kirche zu Neunkirchen im Odenwald wurden von ihm gestiftet.

## Tod und Grabdenkmäler

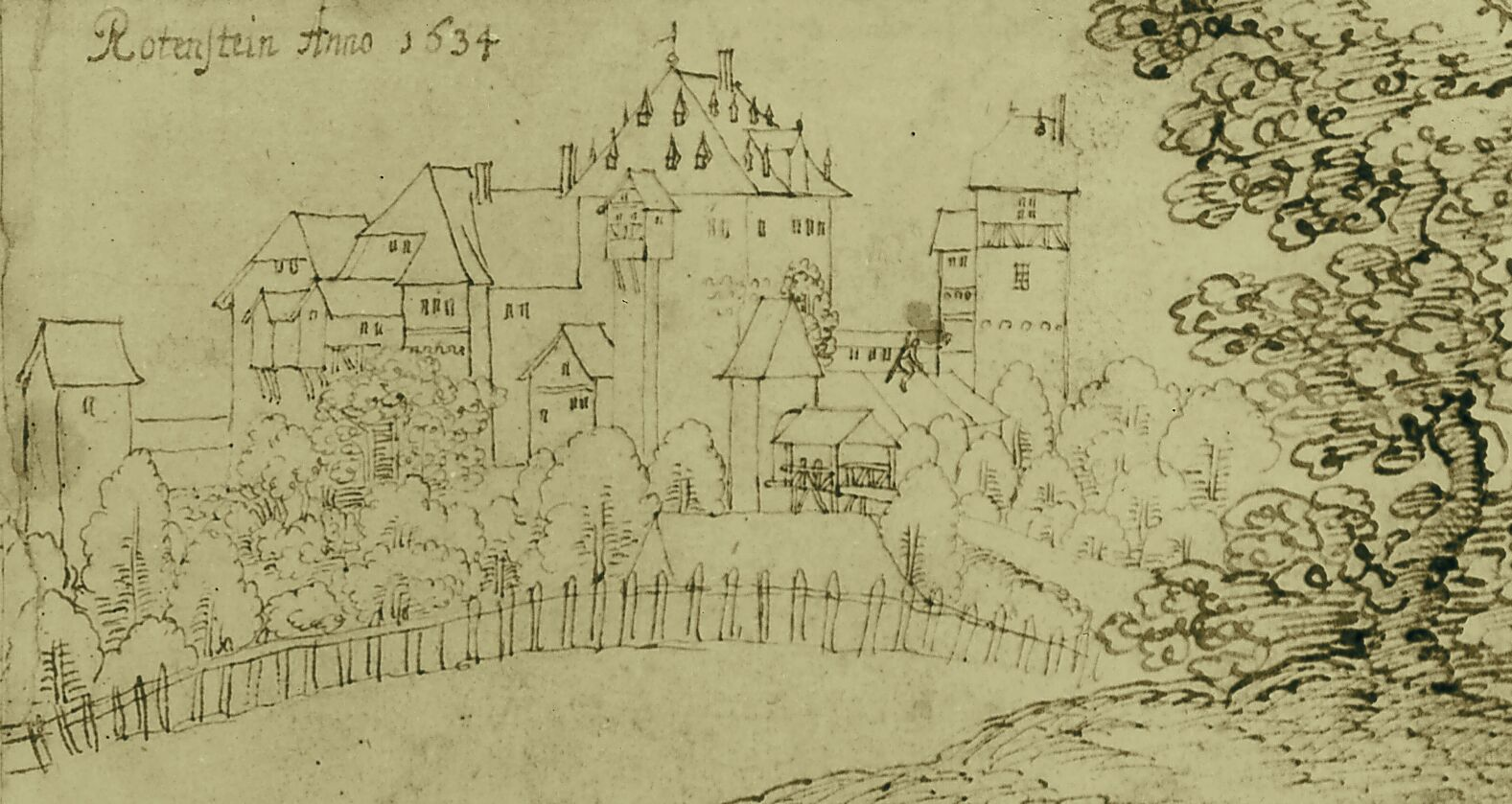
Burg Rodenstein, Zeichnung von Valentin Wagner, 1634

Im damals außergewöhnlich hohen Alter von 82 Jahren unternahm er, wohl aus Anlass des Jubeljahres 1500 und zur Erlangung der damit verbundenen Ablässe für sein Seelenheil, eine Wallfahrt nach Rom. Er begann den Ritt mitten im Winter 1499/1500, es wird vermutet, dass er vor allem an den Osterfeierlichkeiten teilnehmen wollte. Er starb dort am 22. April 1500 und wurde auf dem Campo Santo Teutonico beigesetzt. Die Grabplatte wurde zwischenzeitlich abgenommen, diente noch anderen Verwendungen und ist jetzt in der zum Campo Santo Teutonico gehörenden Friedhofskapelle angebracht. Die Inschrift lautet: HIC IACET CORPUS NOBILIS VIRI JOHANNIS EX ROTENSTEIN ARMIGERI MAGUNTIN DIOC OBIIT XXII APRILIS AN JUB MCCCC VIX AN LXXX M III DIES XVI – „Hier ruht der Körper des edlen Hans zu Rodenstein, eines Waffenträgers des Mainzer Bischofssprengels, er starb am 22. April des Jubeljahres 1500 im Alter von 82 Jahren, 3 Monaten, 16 Tagen.“ Aufgrund dieser präzisen Angabe konnte auch das Geburtsdatum Hans’ III. erschlossen werden, das anderweitig nicht überliefert ist.
In der Evangelischen Kirche St. Laurentius zu Fränkisch-Crumbach befindet sich ein Epitaph aus gelbgrauem Sandstein für Hans III. Der fast lebensgroße Ritter ist vollplastisch in Rüstung mit einem Schaller und Kinnschutz dargestellt; die Darstellung hat aber nicht die sonst schematische Ritterdarstellung der Spätgotik, sondern ist in Bewegung, mit eindeutig individuellen Gesichtszügen dargestellt. Die Figur hielt einen mittlerweile zerbrochenen Zweihänder in der Hand – nur der Knauf ist noch vorhanden – und steht auf einer Löwenfigur. Umgeben ist die Figur von den Familienwappen, oben drei (Rodenstein – für den Vater; nochmals Rodenstein – sein eigenes; Hirschhorn für die Mutter) und unten nochmals zwei (Rodenstein-Lißberg – für seine Großmutter; Dalberg für die andere Großmutter).
Die Arbeit gilt als eines der Meisterwerke der späten Gotik, schon auf der Schwelle zur Frührenaissance. Als Bildhauer genannt wurden erstrangige Künstler wie etwa Tilman Riemenschneider oder andere aus seiner Schule stammende; die Forschung geht mittlerweile von einem anderen Meister, nämlich Hans Eseler dem Älteren, als Schöpfer aus. Die Umschrift in gotischen Minuskeln mit Frakturversailen lautet: Anno dm M C C C C C  X X C I kal aprl zu Rom starb der edel juncker Hans her zu Rodenstein, deß sele got gnedig und barmherzig sey. Die Abweichung vom eigentlichen Todestag, dem 22. April zum 26. April wie in dieser Umschrift ergibt sich wohl aus der Verwechslung des Todes- mit dem Beisetzungstag. Die Datumsangabe lässt sich nicht auflösen, weil es im römischen Kalender keinen 26. Tag vor den Kalenden des April gibt. Es lässt sich nicht mehr ermitteln, ob es sich um einen Fehler des Steinmetzen oder einen bei der Übermittlung des Todesdatums handelt. Links und rechts des Helms des Ritters befindet sich die Inschrift: begraben uff dem gotsz acker, eben ein Hinweis auf den Friedhof in Rom.
Die Brüder Eberhard († 1461) und Georg († 1466) waren Domherren in Worms; beider Grabinschriften im ehemaligen Kreuzgang des Wormser Domes werden von Georg Helwich überliefert.

## Sagenbildung
Der Altersunterschied zwischen den Eheleuten bei der Heirat 1471 war zwar beträchtlich, aber für die Zeit an sich nicht ungewöhnlich. Das kann aber durchaus einer der Anlässe gewesen sein, dass sich eine der Hauptsagen um den Rodensteiner, die Tötung einer schwangeren Ehefrau eines Rodensteiners durch den Ehemann, in Verbindung mit Hans III. gebracht wurde. Auch die Tatsache, dass weder das Todesdatum seiner Frau überliefert ist noch, dass ein Grabmal bekannt wäre, mag dazu beigetragen haben.
Es ist durch keinerlei Quellen belegt, dass ein Hang des Ritters zur Trunksucht vorhanden war, wie etwa in Viktor von Scheffels Rodensteinerlied dargestellt. Anders verhält es sich mit seiner Raufsucht, dieser Teil der Sage kann wohl auf die Fehden zurückgeführt werden. Das kann auch der Grund gewesen sein, warum Hans III. wohl – im Zusammenhang mit der Tötungssage der schwangeren Ehefrau – als Anführer des „Wilden Heeres“ genannt wird, das jeweils als Vorbote eines kommenden Krieges zwischen der Burg Rodenstein und dem Schnellerts umherziehen muss. Diese Sage, und damit auch der Junker, fand auch Eingang in die Märchen- und Sagensammlung der Brüder Grimm in der 3. Auflage von 1891, Nr. 170 „Rodensteins Auszug“.